# Chico Linares
Jesús María Linares Loaiza, más conocido como Chico Linares (Cádiz, España, 4 de abril de 1958), es un exfutbolista y actual entrenador de fútbol español

## Trayectoria

### Trayectoria como jugador
Jesús María Linares Loaiza, Chico Linares empezó a jugar desde muy pequeño, y en cuanto tuvo edad para ello, comenzó a entrenar y jugar en equipos infantiles, siendo su primera parada el Regina Pacis.
Un año en el Pacis le bastó para presentarse a una prueba para el Cádiz, de la que salió seleccionado. Le tocó marchar al Cádiz Atlético, un pequeño filial de jugadores en edad juvenil. La temporada siguiente, todavía en edad juvenil, pasó a integrar las filas Cádiz B.
En la temporada 78/79, de la mano del técnico Roque Olsen llegó su debut en con el primer equipo. Fue el 29 de octubre del 1978 consiguiendo el Cádiz CF un 0-5 en Baracaldo, marcando además él uno de los goles del partido. Sus actuaciones llevaron a su técnico a utilizarlo prácticamente en todos los partidos hasta el final de temporada.
En el verano de 1980, Milosevic tomó las riendas del banquillo. Ante el déficit de la entidad, muchos jugadores causaron baja, y el primer equipo se nutrió casi en su totalidad de canteranos. Aun así, se consiguió el ascenso. Fue uno de los fijos del entrenador. 
Linares pasó tres temporadas en el Recreativo de Huelva, en las que también se convirtió en titular. 
En la temporada 86/87, el entrenador del Cádiz, Manolo Cardo solicitó que se trajera de vuelta a Chico. Era el comienzo de un ciclo de ocho temporadas, en las que Linares comenzaría siendo pieza clave e inamovible del once , para ir viendo, progresivamente, como los nuevos talentos que venían empujando detrás le obligaban a ir haciéndoles sitio.

### Trayectoria como entrenador
Chico Linares no esperó mucho. En cuanto colgó las botas se preparó y superó el curso de entrenadores a nivel nacional, y pronto comenzó su andadura como técnico. Su primera experiencia de relieve fue en el Cádiz. Siendo Paco Chaparro el inquilino del banquillo cadista, entró como segundo de este, así como entrenador del Cádiz B, en la temporada 1995/96. Mediada ésta, el sevillano fue destituido, y el club le ofreció a él el puesto. Linares dirigió al equipo hasta final de temporada. Al finalizar la campaña, Antonio Muñoz le comunicó que para la venidera temporada, quería contratar a alguien de mayor experiencia para su puesto, y por tanto, no continuaría como responsable del primer equipo. 
En la temporada 1996/97 dirigió al CD Manchego de Ciudad Real en Segunda B, donde tuvo a sus órdenes a jugadores como Iván Helguera y Luis Helguera. Realizó una temporada notable y alcanzó la fase de ascenso a Segunda División A, aunque sin éxito.
Un año después dirige al Mallorca B, en Segunda División B consiguiendo dar el salto a Segunda, continuó como entrenador ya en segunda división pero una mala racha de su equipo significó su destitución.
En la temporada 1999/00 fue la cabeza visible del proyecto de ascenso del Cádiz, que al final terminó siendo una mala temporada. Chico tampoco terminó la temporada y el club salvó la categoría faltando sólo tres partidos.
Para el año siguiente, aceptó ya comenzada la temporada el banquillo del San Fernando. El gaditano consiguió que los isleños salvaran la categoría.
Para la temporada 2001/02 su destino fue el Benidorm, también en Segunda B. Linares se llevó allí a varios de los jugadores con los que había compartido vida deportiva, como Javi Germán, en un proyecto que tenía por objetivo el ascenso. Sin embargo, tras un comienzo esperanzador, el equipo fue cayendo a puestos de mitad de tabla, y la directiva dejó de contar con él.
Tras unos años retirado del mundo del fútbol, 'Chico' Linares volvió a los banquillos en la temporada 2008/09, convirtiéndose en el segundo entrenador del Cádiz, que dirigido por Xabi Gracia. En 2009 coge las riendas del Cádiz CF B, alternado esta labor con las del primer equipo.

## Clubes

### Como jugador
| Club                 | País   | Período     | Partidos en Liga | Goles |
| -------------------- | ------ | ----------- | ---------------- | ----- |
| Cádiz                | España | 1978 - 1983 |                  |       |
| Recreativo de Huelva | España | 1983 - 1986 | 96               | 4     |
| Cádiz                | España | 1986 - 1994 | 300              | 7     |

### Como entrenador
| Club                       | País   | Año                       |
| -------------------------- | ------ | ------------------------- |
| Cádiz                      | España | 1996                      |
| CD Manchego de Ciudad Real | España | 1996 - 1997               |
| Mallorca B                 | España | 1997 - 1999               |
| Cádiz                      | España | 1999                      |
| Cádiz                      | España | 2000                      |
| San Fernando               | España | 2000 - 2001               |
| Benidorm                   | España | 2001 - 2002               |
| Cádiz                      | España | 2008 (Segundo entrenador) |
| Cádiz B                    | España | 2009                      |